# Селіна Єрг
Селіна Єрг (нім. Selina Jörg) —  німецька сноубордистка, олімпійська медалістка та медалістка Універсіад. 
Срібну олімпійську медаль Єрг виборола на Пхьончханській олімпіаді 2018 року в гігантському паралельному слаломі. 

## Виноски
1. ↑  Women's parallel giant slalom results